# 家城町
家城町（いえきちょう）は三重県一志郡にあった町。現在の津市白山町の南西部、雲出川の中流域、名松線・家城駅の周辺にあたる。本項では町制前の名称である家城村（いえきむら）についても述べる。

## 地理
- 河川：雲出川、藤川

## 歴史
- 1889年（明治22年）4月1日 - 町村制の施行により、南家城村・真見村・二俣村・藤村・北家城村の区域をもって家城村が発足。
- 1940年（昭和15年）11月3日 - 境村を編入のうえ、即日町制施行して家城町となる。
- 1955年（昭和30年）3月15日 - 川口村・大三村・倭村・八ツ山村と合併して白山町が発足。同日家城町廃止。

## 地域
- 医療：三重県立一志病院

学校
- 家城町立家城中学校
- 家城町立家城小学校

## 交通

### 鉄道路線
- 日本国有鉄道
  - 名松線
    - 家城駅

## 出身者
- 松田金兵衛 - 料理人、和田金創業者[1]